# Цоста, Этбин Хенрик
Этбин Хенрик Цоста (словен. Etbin Henrik Costa; 18 октября 1832, Ново-Место, Австрийская империя — 28 января 1875, Любляна, Австро-Венгрия) — словенский национал-консервативный политик и публицист. Наряду с Янезом Блейвейсом и Ловро Томаном он был одним из лидеров политического движения старословенцев.

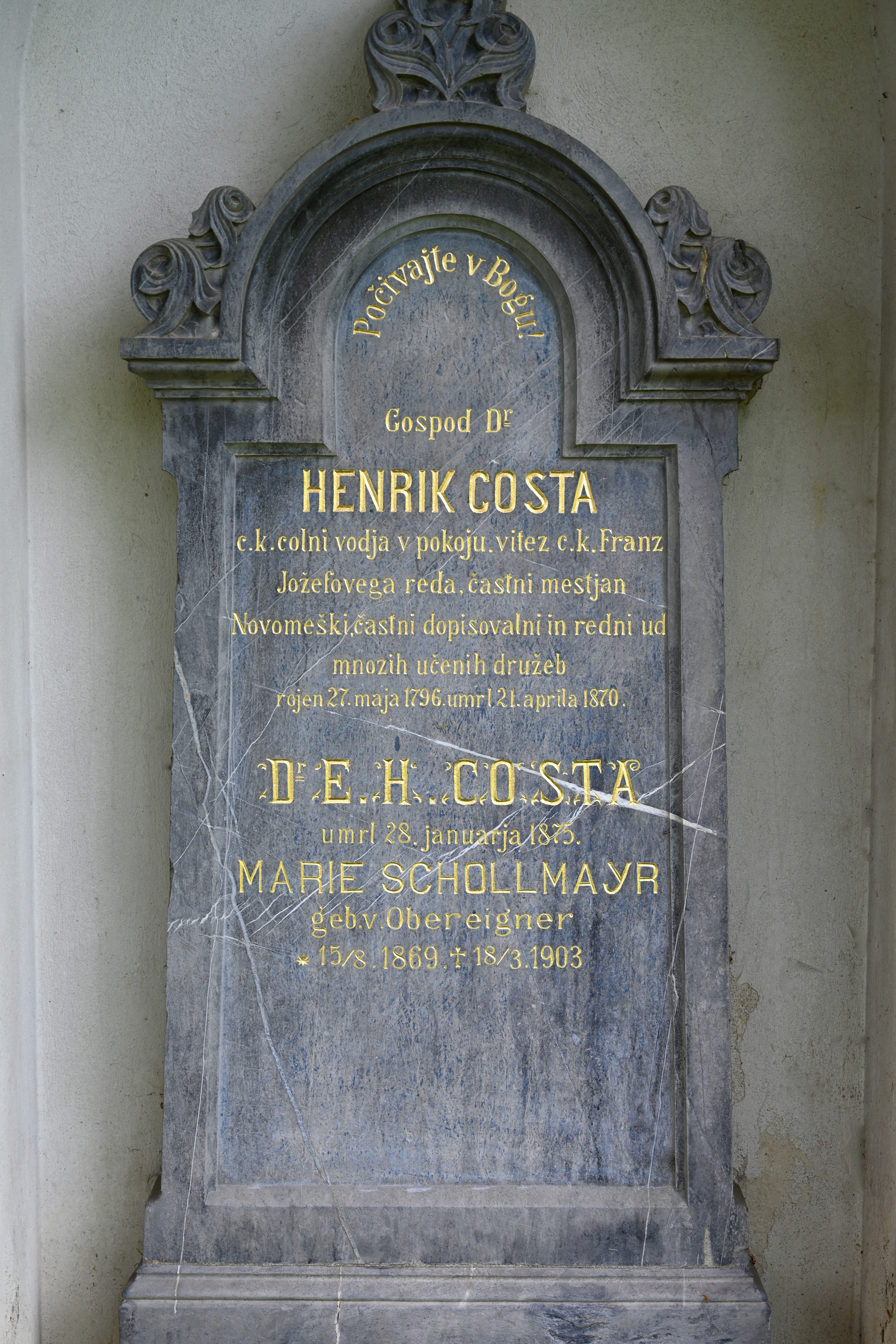
Надгробие Этбина Хенрика Цосты и его отца Хенрика Цосты в мемориальном парке Навье в Любляне

## Биография
Он родился в богатой семье бюрократов итальянского происхождения в доленьском городе Ново-Место, тогда входившем в состав Австрийской империи (ныне в Словении). Его отец Хенрик Цоста был историком. Этбин Хенрик окончил философский факультет Венского университета и юридический факультет Грацского университета.
В 1855 году Цоста перебрался в Любляну, где занялся юридической практикой. Он также примкнул к Словенскому национальному движению, став одним из лидеров его консервативного направления. Он был избран в провинциальный парламент Крайны и в Австрийский имперский совет. В июне 1864 года Цоста был избран мэром Любляны, став первым словенским националистом на этом посту. После его победы на выборах над Городской ратушей Любляны был поднят словенский национальный флаг. Цоста оставался на этой должности до 1869 года. В 1867 году он был удостоен звания почётного гражданина Любляны. Его неудачи в качестве мэра привели к победе на следующих выборах главы города австрийских централистов. С этого времени Цоста стал одним из самых непопулярных словенских национальных политиков и главной мишенью критики со стороны младословенцев, придерживавшихся национал-либеральных взглядов.
Цоста принимал активное участие в деятельности множества словенских культурных, политических и спортивных ассоциаций. Среди прочего, он был президентом научной ассоциации «Матица словенская» и словенской секции чешского движения «Сокол».
Цоста умер в Любляне в 1875 году в возрасте 42 лет.